# Methanolwirtschaft
Die Methanolwirtschaft ist eine hypothetische, zukünftige Energiewirtschaft, in der Methanol auf allen Stufen (Gewinnung, Speicherung, Übertragung, Handel, Vertrieb …) der Energiewirtschaft fossile Brennstoffe als primären Energieträger ersetzen soll und zum dominierenden Energieträger wird. Die Methanolwirtschaft wäre eine Alternative zu den propagierten Modellen einer  Wasserstoffwirtschaft. Methanol ist flüssig bei Raumtemperatur und lässt sich daher leichter transportieren und speichern als Wasserstoffgas.

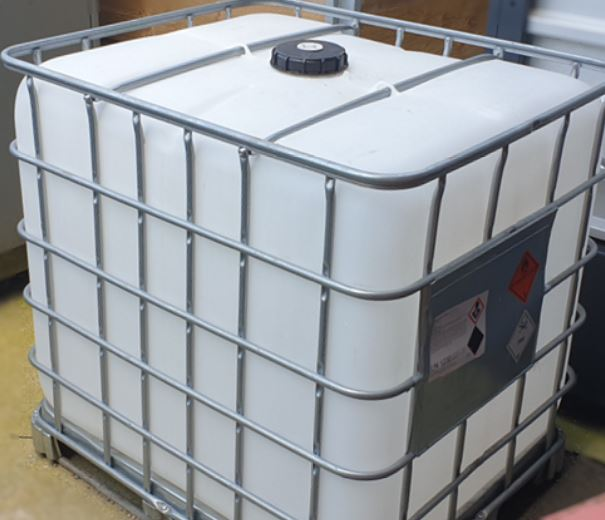
IBC-Container mit 1000 Liter regenerativem Methanol (entspricht dem Energieinhalt von 160 Stück von 50 Liter Gasflaschen gefüllt mit Wasserstoff bei 200 bar)

Bereits heute wird Methanol, meist als Derivat wie Biodiesel oder MTBE, in nennenswertem Umfang im Kraftstoffsektor eingesetzt. In der Europäischen Union kann Methanol bis zu 3 % als Beimischung zum Benzin eingesetzt werden. Über Verfahren wie Methanol to Gasoline lässt sich aus Methanol Motorenbenzin herstellen, Folgeprodukte wie Dimethylether sind als Ersatz für Dieselkraftstoff verwendbar.
Für die Nutzung von Methanol und seinen Folgeprodukten wie Dimethylether müssen die bestehenden Verbrennungsmotoren weiterentwickelt werden oder als Flexible Fuel Vehicle für verschiedene Kraftstoffarten nutzbar sein. Möglich sind auch Antriebe auf Basis von Brennstoffzellen.

## Herstellung
Methanol wird technisch aus Kohlenmonoxid und Wasserstoff erzeugt. Dieses Synthesegas genannte Gemisch wird vorwiegend aus Erdgas gewonnen. Idealerweise könnte der Kohlenstoff für die Methanolsynthese künftig mithilfe regenerativer Energien aus atmosphärischer statt fossiler Quelle gewonnen werden. Dies ist alternativ zu den sich erschöpfenden Erdöl-, Erdgas- und Kohlevorräten und der begrenzt verwendbaren Biomasse ein möglicher Weg zur Bereitstellung von Energie.
Im Jahr 1986 veröffentlichte Friedrich Asinger das Buch Methanol – Chemie- und Energierohstoff: Die Mobilisation der Kohle, in dem er Methanol als Chemierohstoff sowie als Energieträger und die Grundzüge einer zukünftigen Methanolwirtschaft beschrieb.
Die Idee wurde im Jahr 2005 von Nobelpreisträger George A. Olah im Buch Beyond Oil and Gas: The Methanol Economy in dem Chancen und Möglichkeiten der Methanolwirtschaft diskutiert werden, aufgegriffen. Er verzeichnet Argumente gegen die Wasserstoffwirtschaft und erläutert Möglichkeiten der Erzeugung des Methanols aus Kohlenstoffdioxid (CO2) oder Methan.
Olah schlägt vor, Kohlendioxid aus der Luft durch Absorbieren an geeignete Trägermaterialien anzureichern, aus denen es in konzentrierter Form wiedergewonnen werden könnte. Kaliumhydroxid und Calciumcarbonat werden als mögliche Absorbentien genannt. Der Energieaufwand zur Freisetzung des so gespeicherten Kohlendioxids ist aber hoch, sodass bessere Substanzen entwickelt werden müssen. Der Gewinnungsprozess aus Umgebungsluft ist wegen der niedrigen CO2-Konzentration in der Luft (0,037 %) der zurzeit teuerste.
Alternativ wird, zumindest bis zum Ende der fossilen Energiewirtschaft, die Wiederverwendung gefilterter Verbrennungsabgase aus Kraftwerken mit bis zu 15-prozentigem CO2-Anteil diskutiert. Allerdings würde dieses Kohlendioxid in die Atmosphäre gelangen.

„Es wird vorgeschlagen, dass Methanol verwendet wird als (i) ein bequemes Energiespeichermedium, (ii) ein leicht transportierter und vertriebener Treibstoff, inklusive Verwendungen bei Methanolbrennstoffzellen, und (iii) als Einsatzstoff für synthetische Kohlenwasserstoffe und ihre Produkte, einschließlich Polymere und Einzelzellproteine (zur Tiernahrung und/oder menschlichem Verzehr). Die Kohlenstoffquelle wird letztendlich die Luft sein, die allen auf der Erde zur Verfügung steht, während die notwendige Energie aus alternativen Energiequellen, einschließlich Kernenergie, erhalten wird.“

Großtechnisch wird erneuerbares Methanol derzeit vor allem aus vergärten Abfällen sowie Hausmüll (Bio-Methanol) und erneuerbarem Strom (e-Methanol) hergestellt. Die Produktionskosten für regeneratives Methanol betragen aktuell ca. 300 bis 1000 USD/t für Bio-Methanol, ca. 800 bis 1600 USD/t für e-Methanol aus Kohlenstoffdioxid aus erneuerbaren Quellen und  ca. 1100 bis 2400 USD/t für e-Methanol aus Kohlenstoffdioxid aus Direct Air Capture.

## Kostenvergleich Methanolwirtschaft vs. Wasserstoffwirtschaft
Brennstoffkosten: 
Methanol ist kostengünstiger als Wasserstoff. Für Großmengen (Tank) beträgt der Preis inkl. MWSt für fossiles Methanol ca. 0,3 bis 0,6 EUR/L. Die zu 1 L Methanol energieäquivalente Menge von 0,13 kg fossilen Wasserstoffs kostet derzeit inkl. MWSt ca. 1,2 bis 1,3 EUR für Großmengen (9,5 EUR/kg an Wasserstofftankstellen). Für mittelgroße Mengen (Lieferung in einem IBC-Container mit 960 L Methanol) beträgt der Preis inkl. MWSt für fossiles Methanol üblicherweise ca. 0,5 bis 0,7 EUR/L, für Biomethanol ca. 0,7 bis 2,0 EUR/L und für e-Methanol aus CO2 ca. 0,8 bis 2,0 EUR/L zuzüglich Pfand für den IBC-Container. Für mittelgroße Mengen an Wasserstoff (Flaschen-Bündel) kostet die zu 1 L Methanol energieäquivalente Menge von 0,13 kg fossilen Wasserstoffs inkl. MWSt üblicherweise ca. 5 bis 12 EUR zuzüglich Flaschenmiete. Die aus heutiger Sicht deutlich höheren Kosten für Wasserstoff sind unter anderem auf die aufwändige Logistik und Lagerung von Wasserstoff zurückzuführen. Während sowohl Biomethanol als auch regeneratives e-Methanol bei Händlern erhältlich ist, ist grüner Wasserstoff noch nicht im Handel verfügbar. Sowohl die Kosten für regenerativen Wasserstoff als auch die Kosten für regeneratives Methanol werden voraussichtlich in Zukunft sinken. 
Infrastruktur: 
Laut der Studie „Integriertes Energiekonzept 2050“ beträgt im Jahr 2040 voraussichtlich der Anteil an reinen Elektrofahrzeugen zwischen etwa 20 und 50 % für PKWs und zwischen 0 und ca. 15 % für LKWs. Der Rest setzt sich aus brennstoffbasierten Antrieben (Brennstoffzelle oder Verbrennungsmotor) zusammen. Während die Methanolinfrastuktur für 10.000 Tankstellen ca. 0,45 bis 1,7 Mrd. EUR kosten würde, würde die Wasserstoffinfrastruktur für 10.000 Tankstellen ca. 14 bis 1200 Mrd. EUR kosten in starker Abhängigkeit von der geforderten Wasserstoffabgabemenge pro Zeitraum. 
Energiewandler: 
Während für mit Methanol betriebene Verbrennungsmotoren keine signifikanten Zusatzkosten im Vergleich zu mit Benzin betriebenen Verbrennungsmotoren entstehen, würden für einen PKW mit Methanolbrennstoffzelle in Abhängigkeit von der Produktionsmenge Zusatzkosten von etwa -500 bis 2000 Euro im Gegensatz zu einem mit Wasserstoffbrennstoffzelle betriebenen PKW entstehen (insbesondere Zusatzkosten für Reformer, Balance of Plant Komponenten und ggf. Stack abzüglich Kosten für Wasserstofftank und Wasserstoff-Hochdruckarmaturen).

## Wirkungsgrad-Betrachtung für die Herstellung und Nutzung von e-Methanol
Aktuell (Stand 2021) beträgt der Wirkungsgrad für die Wasserstoff-Produktion durch Wasser-Elektrolyse aus Strom etwa 75 bis 85 % mit Potential bis 93 % bis zum Jahr 2030. Der Wirkungsgrad für die Methanolsynthese aus Wasserstoff und Kohlenstoffdioxid beträgt aktuell 79 bis 80 %. Der Wirkungsgrad für die Herstellung von Methanol aus Elektrischer Energie und Kohlenstoffdioxid beträgt somit ca. 59 bis 68 %. Steht das CO2 nicht direkt zur Verfügung, sondern wird durch Direct Air Capture aus der Luft bezogen, so beträgt der Wirkungsgrad für die Methanolherstellung aus Strom 50–60 %. Bei Nutzung des e-Methanols in einer Methanol-Brennstoffzelle beträgt der elektrische Wirkungsgrad der Brennstoffzelle 35 bis 50 % (Stand 2021). Der elektrische Gesamt-Wirkungsgrad für die Herstellung von e-Methanol aus Strom und die nachfolgende Energiewandlung in Elektrizität durch eine Brennstoffzelle beträgt folglich etwa 21 bis 34 % für e-Methanol aus direkt verfügbarem Kohlenstoffdioxid und etwa 18 bis 30 % für e-Methanol produziert aus durch Direct Air Capture gewonnenes Kohlenstoffdioxid.
Wird darüber hinaus exogene Abwärme für eine Hochtemperatur-Elektrolyse genutzt oder die bei den Prozessen der Elektrolyse, der Methanolsynthese und/oder der Brennstoffzelle entstehende Abwärme genutzt, so kann der Gesamtwirkungsgrad über den elektrischen Wirkungsgrad hinaus deutlich erhöht werden.  Beispielsweise kann bei einer Nutzung der Abwärme (z. B. Fernwärme), die bei der Herstellung von e-Methanol durch Elektrolyse und der nachfolgenden Methanolsynthese anfällt, ein Gesamt-Wirkungsgrad von 86 % erreicht werden. Wird die Abwärme der Brennstoffzelle genutzt, so wird aktuell ein Wirkungsgrad der Brennstoffzelle von 85 bis 90 % erreicht. Die Abwärme kann beispielsweise zum Beheizen eines Fahrzeugs oder eines Haushalts genutzt werden. Auch die Erzeugung von Kälte aus Abwärme ist möglich (Kältemaschine). Bei einer umfassenden Nutzung von Abwärme kann ein Gesamt-Wirkungsgrad von 70 bis 80 % für die Herstellung von e-Methanol inklusive der nachfolgenden Nutzung des e-Methanols in einer Brennstoffzelle erreicht werden.
Der elektrische System-Wirkungsgrad inklusive sämtlicher Peripherieverluste (u. a. Kathodenkompressor, Stackkühlung) beträgt für eine Methanolbrennstoffzelle vom Typ RMFC ca. 40 bis 50 % und für eine Wasserstoffbrennstoffzelle vom Typ NT-PEMFC ca. 40 bis 55 %.
Von Araya et al. wurden der Wasserstoff-Pfad und der Methanol-Pfad (aus verfügbarem CO2) miteinander verglichen. Hierbei wurde der elektrische Wirkungsgrad vom Punkt der Strombereitstellung bis zur Abgabe von Elektrizität durch eine Brennstoffzelle betrachtet (mit folgenden Zwischenschritten: Power Management, Konditionierung, Transmission, Elektrolyse, Methanolsynthese bzw. Wasserstoffkompression, Brennstoff-Transport, Brennstoffzelle). Für Methanol beträgt hiernach der Wirkungsgrad 23 bis 38 % und für Wasserstoff 24 bis 41 %. Beim Wasserstoff-Pfad geht hierbei im Vergleich zum Methanol-Pfad ein erhöhter Teil der Energie durch die Wasserstoffkomprimierung und den Wasserstofftransport verloren, während für den Methanol-Pfad Energie für die Methanolsynthese aufgewendet werden muss.
Von Helmers et al. wurde der Well-to-Wheel (WTW) Wirkungsgrad von Fahrzeugen verglichen. Für mit fossilem Benzin betriebene Fahrzeuge mit Verbrennungsmotor beträgt der WTW Wirkungsgrad demnach 10 bis 20 %, für mit fossilem Benzin betriebene vollelektrische Hybrid-Fahrzeuge mit Verbrennungsmotor 15 bis 29 %, für mit fossilem Diesel betriebene Fahrzeuge mit Verbrennungsmotor 13 bis 25 %, für mit fossilem CNG betriebene Fahrzeuge mit Verbrennungsmotor 12 bis 21 %, für Brennstoffzellenfahrzeuge (z. B. fossiler Wasserstoff oder Methanol) 20 bis 29 % und für batterieelektrische Fahrzeuge 59 bis 80 %. In der Studie von Agora Energiewende wird für verschiedene Antriebsarten, bei Nutzung erneuerbaren Stroms für die Brennstoff-Herstellung, ein WTW Wirkungsgrad von 13 % für Fahrzeuge mit Verbrennungsmotor (bei Betrieb mit synthetischem Kraftstoff wie beispielsweise OME), 26 % für Brennstoffzellen-Autos (bei Betrieb mit Wasserstoff) und 69 % für batteriebetriebene Elektroautos genannt. Wird erneuerbarer Wasserstoff verwendet, so beträgt der Well-to-Wheel Wirkungsgrad für ein mit Wasserstoff betriebenes Brennstoffzellenfahrzeug etwa 14 bis 30 %. Wird erneuerbares e-Methanol aus direkt verfügbarem CO2 hergestellt, so beträgt der Well-to-Wheel Wirkungsgrad für ein mit e-Methanol betriebenes Fahrzeug mit Verbrennungsmotor etwa 11 bis 21 % und für ein mit e-Methanol betriebenes Brennstoffzellenfahrzeug etwa 18 bis 29 %. Wird erneuerbares e-Methanol aus CO2 aus Direct Air Capture hergestellt, so beträgt der Well-to-Wheel Wirkungsgrad für ein mit e-Methanol betriebenes Fahrzeug mit Verbrennungsmotor etwa 9 bis 19 % und für ein mit e-Methanol betriebenes Brennstoffzellenfahrzeug etwa 15 bis 26 % (Stand 2021).

## Anwendung

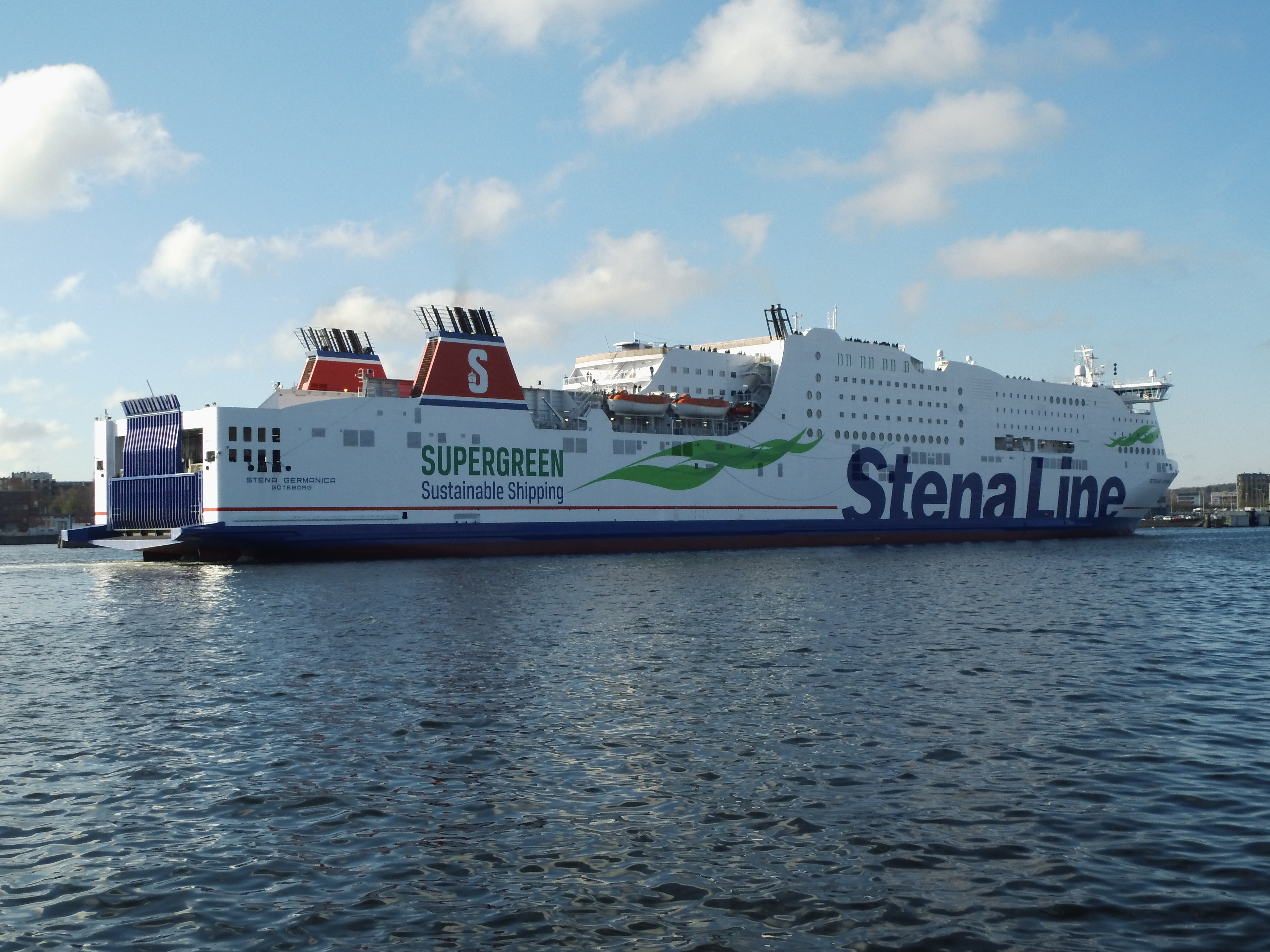
Fähre mit Methanol-Verbrennungsmotor (Stena Germanica Kiel)

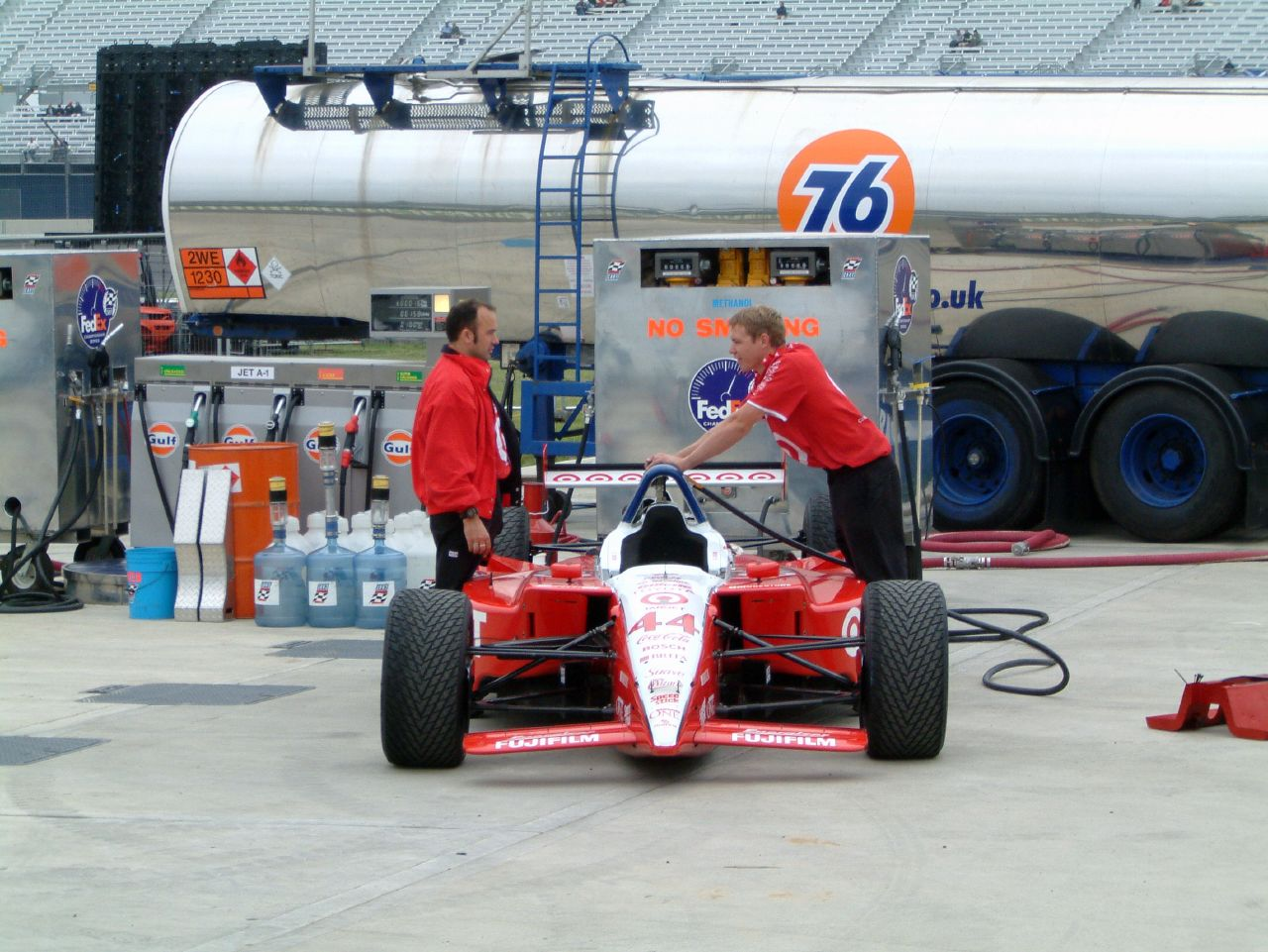
Rennwagen mit Methanol-Verbrennungsmotor

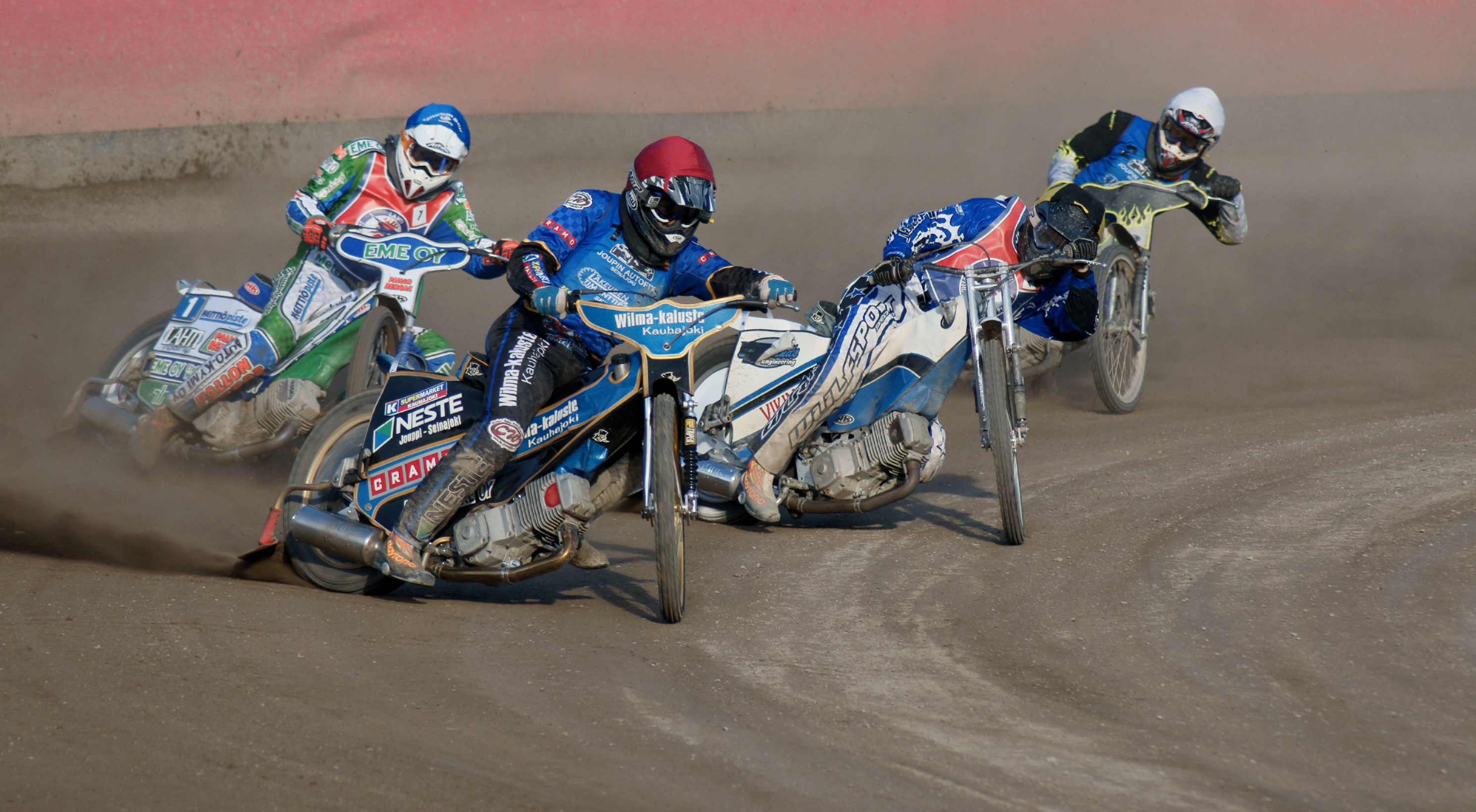
Motorräder mit Methanol-Verbrennungsmotor (Sandbahnrennen/Speedway)

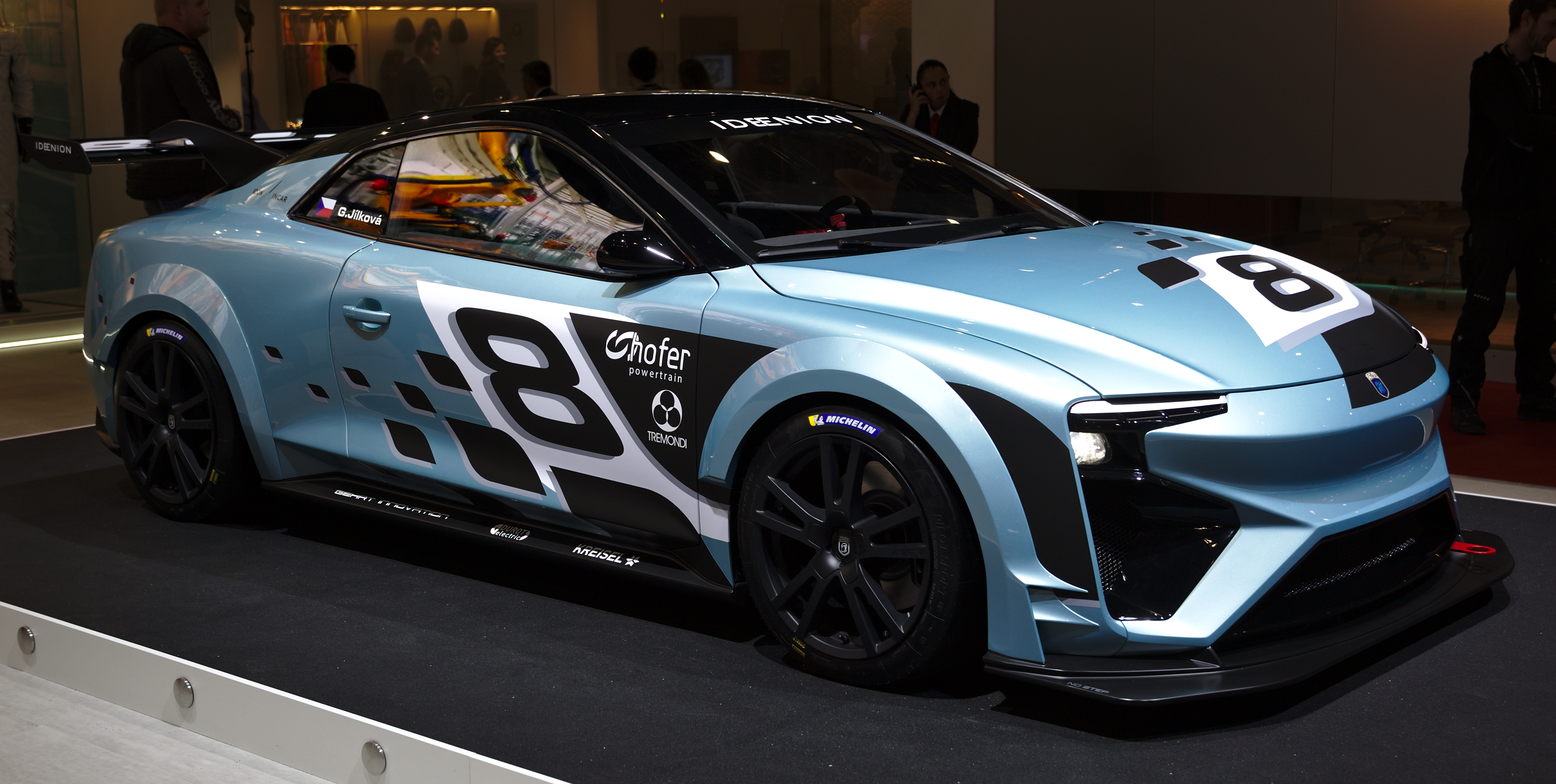
Sportwagen mit Reformer-Methanol-Brennstoffzelle

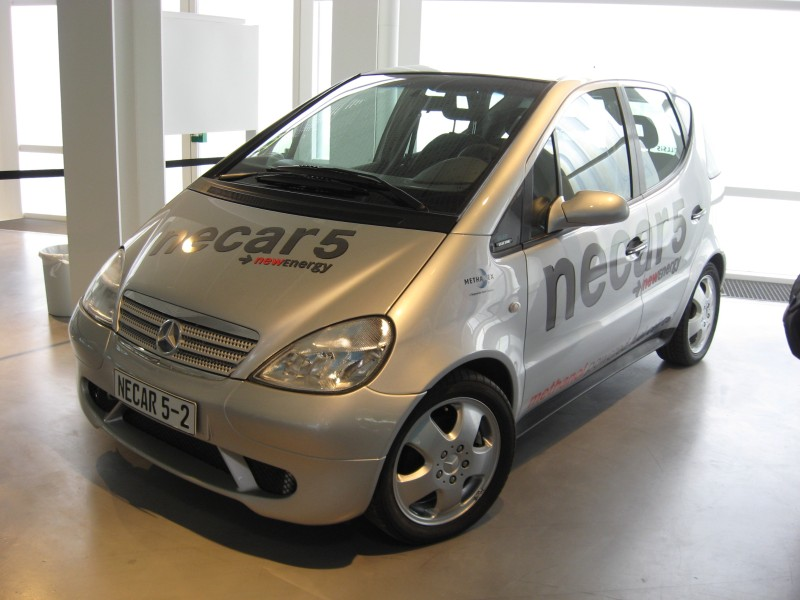
PKW mit Reformer-Methanol-Brennstoffzelle (Necar 5)

Methanol und seine Folgeprodukte wie Dimethylether können dann sowohl in klassischen Verbrennungsmotoren als Kraftstoff als auch in Methanolbrennstoffzellen (Direktmethanolbrennstoffzelle sowie Indirekte Methanolbrennstoffzelle) zur Stromerzeugung genutzt werden. Bei Anwendung einer Brennstoffzelle eignet sich die Direktmethanolbrennstoffzelle (DMFC) bis zu einer elektrischen Leistung von 0,3 kW. Bei höheren Leistungen ist die Anwendung einer Indirekten Methanolbrennstoffzelle (auch Reformer-Methanol-Brennstoffzelle, engl. Reformed Methanol Fuel Cell, RMFC) effizienter und kostengünstiger.
Speicherung, Transport und Verteilung des bei Raumtemperatur flüssigen Methanols kann die bestehende Infrastruktur und Technik nutzen. Weite Entfernungen zwischen Verbrauchern und Erzeugern regenerativer Energien können dann effizient überbrückt werden. Die Energiespeicherdichte beträgt etwa 50 % der Speicherdichte für Benzin und Diesel.

## Vorteile
- Methanol ist bezogen auf Volumen und Gewicht ein leistungsfähiger Energiespeicher. Im Vergleich zu Wasserstoff: Ein Kanister mit 6 Liter Methanol (Gewicht ca. 5 kg) hat etwa den gleichen Energieinhalt wie eine 200-bar-Wasserstoff-Gasflasche mit einem Behälter-Volumen von ca. 55 L bei einem Gewicht von 70 kg.[31][4] 17 Liter Methanol haben etwa den gleichen Energieinhalt wie ein üblicher 700-bar-Automobil-Wasserstofftank mit einem Behälter-Volumen von ca. 60 Litern.[31][32] Im Vergleich zum Lithium-Nickel-Kobalt-Aluminium-Oxide (NCA) Akkumulator, also der verfügbaren Akku-Technologie mit der aktuell höchsten theoretischen Energiedichte: 50 kg Methanol in einem Methanol-betriebenen Brennstoffzellenfahrzeug (bei el. Wirkungsgrad 45 %) entsprechen der elektrischen Energie, die in einem Akku vom Typ NCA mit einem Gewicht von ca. 600–700 kg gespeichert wären.[33]
- Methanol kann über die vorhandene Benzininfrastruktur vertrieben werden. Die Umrüstung von Tankstellen auf Methanol ist einfach und kostengünstig möglich.
- Methanol kann mit Benzin gemischt werden und dient als Rohstoff für die chemische Industrie. Methanol kann aus Synthesegas aus jedem organischen Material mit den bekannten Nieder- und Mitteldruck-Verfahren hergestellt werden.
- Reines Methanol verdampft vollkommen rückstandsfrei und wird deshalb als Reinigungsmittel für den letzten Reinigungsschritt zur Herstellung hoch reiner Oberflächen verwendet. Beispiel: Glassubstrate zur Herstellung dünner Polymerfolien werden mit dem Spin-Coating Verfahren auf diese Art und Weise gereinigt. Industrie-Methanol nach dem IMPCA-Standard hat eine Reinheit von über 99,85 % bei einem Großmengenpreis ab ca. 300 USD/t.[9][34][35] Aufgrund der hohen Reinheit von Methanol ist die Anwendung in Brennstoffzellen vereinfacht und es werden sowohl in der Anwendung in der Brennstoffzelle als auch in der Anwendung im Verbrennungsmotor keine Chlor- oder Schwefel-haltigen Stoffe emittiert.
- Da Methanol ein Sauerstoffatom und keine C-C-Bindung im Molekül enthält, verbrennt Methanol im Verbrennungsmotor sehr sauber sowie nahezu vollständig und der Verbrennungsmotor emittiert dabei keinen Feinstaub.[36] Potentiell kann die Entstehung von Stickoxiden  im Vergleich zur Verbrennung von Benzin oder Diesel geringer ausfallen aufgrund der höheren Verdampfungsenthalpie von Methanol und einer niedrigeren Flammentemperatur.[36] Darüber hinaus ist die Emission von flüchtigen organischen Verbindungen (VOC) geringer als bei der Verbrennung von Benzin oder Diesel, was neben gesundheitlichen Aspekten positiven Einfluss auf den Wirkungsgrad hat.[36]
- Methanol weist eine höhere Oktanzahl, also eine höhere Klopffestigkeit, als Benzin auf, wodurch der Wirkungsgrad von mit Methanol betriebenen Verbrennungsmotoren höher als von mit Benzin betriebenen Verbrennungsmotoren ist.[36] Die hohe Oktanzahl bewirkt zudem eine höhere Leistung und schnellere Beschleunigung des Fahrzeugs.[36] Des Weiteren ist brennendes Methanol im Gegensatz zu Benzin leicht mit Wasser löschbar. Dies sind unter anderem Gründe dafür, warum Methanol oft für Rennwagen (z. B. ehemals Porsche 2708 CART), Speedway-Rennen oder Monstertrucks verwendet wird.[37][38]
- Mit Methanol betriebene Verbrennungsmotoren emittieren im Verhältnis zur abgegebenen Energie weniger Kohlenstoffdioxid als mit Diesel oder Benzin betriebene Verbrennungsmotoren. Dadurch kann bereits durch den Ersatz von Benzin oder Diesel durch konventionelles Methanol („fossiles“ Methanol) als Brennstoff in Verbrennungsmotoren eine Reduktion der Emission von Kohlenstoffdioxid erreicht werden. Eine weitere Reduktion der Netto-CO2-Emission kann durch den Einsatz von Brennstoffzellen (insbesondere Reformed Methanol Fuel Cell) und von regenerativ erzeugtem Methanol erfolgen.
- Methanol ist von −97 °C bis +65 °C flüssig. Diesel beispielsweise kann bei kalten Temperaturen ausflocken (Winterdiesel auch unter −6 °C).[39]
- Mit Methanol betriebene Brennstoffzellenfahrzeuge (standardmäßig mit Bremsenergierekuperation) weisen bei einer Stadt-Land-Fahrt durchschnittlich einen beinahe doppelt so hohen Wirkungsgrad auf wie mit Benzin betriebene Fahrzeuge mit Verbrennungsmotor.[26][40][41] Dadurch kann die etwa halb so hohe Energiedichte von Methanol im Vergleich zu Benzin hinsichtlich Kraftstoffverbrauch nahezu ausgeglichen werden.
- Aus Methanol können auch andere Treibstoffe (synthetischer Kraftstoff bzw. e-Fuel) hergestellt werden, wie beispielsweise synthetisches Benzin oder Polyoxymethylendimethylether (OME), welcher in konventionellen Diesel-Fahrzeugen als Kraftstoff eingesetzt werden kann und wie Methanol sehr sauber verbrennt.
- Im Vergleich zu aus Erdgas produziertem konventionellem Wasserstoff ist konventionelles Methanol (z. B. Lieferung im IBC) kostengünstiger als Wasserstoff in Drucktanks/Gasflaschen mit demselben Energieinhalt, was unter anderem auf den höheren Aufwand für  Kompression, Transport und Lagerung von Wasserstoff zurückzuführen ist (vgl. Brennstoffkostenvergleich im Artikel Reformed Methanol Fuel Cell).
- Im Gegensatz zu gasförmigen Brennstoffen, wie beispielsweise Wasserstoff, LPG oder Erdgas, entfallen die für Druckgasbehälter geltenden strengen Regularien und das Risiko des explosionsartigen Berstens bei einem Brand (zunehmender Überdruck durch Erwärmen) sofern kein funktionsfähiges Sicherheitsventil mit dem Druckgasbehälter in Kontakt steht.[42]
- Im Gegensatz zu den meisten anderen Kohlenwasserstoffen kann Methanol vergleichsweise einfach und effizient in einem Methanol-Reformer bei Temperaturen unter 280 °C zu wasserstoffhaltigem Gas umgewandelt werden, sodass eine Vor-Ort-Produktion von Wasserstoff möglich ist.[16] Methanol ist somit auch als Wasserstoffspeicher geeignet.
- Methanol ist leicht biologisch abbaubar.[43] Beispielsweise wird Methanol in Kläranlagen zugesetzt.[44]
- Regeneratives Methanol kann aus Hausmüll wettbewerbsfähig und großindustriell hergestellt werden (aktuell z. B. Enerkem).[8]
- Im Gegensatz zu gasförmigen Brennstoffen, welche in Druckbehältern gelagert werden (z. B. Wasserstoff, LPG oder Erdgas), entfällt für Methanol der Energieaufwand zum Komprimieren des Gases.
- Für Methanol-Fahrzeuge ist kein Hochdruck-Gastank nötig. Laut dem International Council on Clean Transportation verschlechtert der Wasserstofftank aus Carbonfasern bei Wasserstoff-Fahrzeugen signifikant die CO2-Bilanz bei deren Herstellung.[45]
- Der Wirkungsgrad für die Herstellung von Methanol aus grünem Wasserstoff und Kohlenstoffdioxid ist höher als bei der Herstellung von anderen Kohlenwasserstoffen wie beispielsweise Methan. Der theoretische Wirkungsgrad für die Synthese von Methanol aus Wasserstoff und Kohlenstoffdioxid beträgt 85 %, während er für die Synthese von Methan 78 % beträgt.[46] Sofern die Abwärme der Methanol-Synthese genutzt wird, kann der Wirkungsgrad darüber hinaus erhöht werden.

## Nachteile
- Nachteilig sind die hohen Energiekosten, die mit dem Erzeugen des Wasserstoffs verbunden sind. Die Herstellung aus Synthesegas erfolgt momentan aus fossilen Brennstoffen.
- Die Energiedichte nach Gewicht oder Volumen ist nur halb so groß wie bei Benzin.
- Bei Verwendung von e-Methanol (Power to Liquid) in Brennstoffzellenfahrzeugen ist der Well-to-Wheel Wirkungsgrad zwar vergleichbar mit dem Well-to-Wheel Wirkungsgrad bei Verwendung von Wasserstoff, aber dennoch signifikant geringer als der Well-to-Wheel Wirkungsgrad bei reinen Elektrofahrzeugen (zumindest sofern die bei der Elektrolyse zur Erzeugung von grünem Wasserstoff und die bei der Methanolherstellung aus Wasserstoff anfallende Abwärme nicht in bedeutendem Umfang genutzt wird).Methanol aus Supermarkt als Grillanzünderflüssigkeit (Spanien, 99 % Methanol, blau eingefärbt)

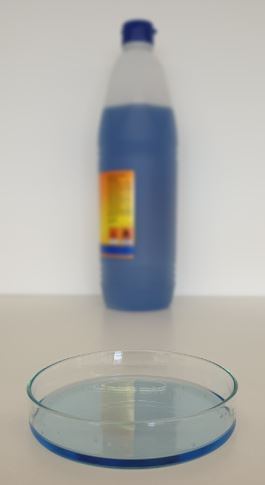
Methanol aus Supermarkt als Grillanzünderflüssigkeit (Spanien, 99 % Methanol, blau eingefärbt)

- Methanol ätzt Aluminium, die Verwendung von Aluminiumteilen im Motor-Kraftstoffeinlass-System kann daher problematisch sein.
- Durch die Hydrophilie können sich besonders bei kaltem Wetter gelartige und feste Einlagerungen im Kraftstoffeinlass-System bilden, dort ist eine Abspaltung eines nicht brennbaren und korrosiven Bestandteils möglich. Methanol, wie auch Spiritus, erhöht die Permeabilität einiger Kunststoffe für Kraftstoffdämpfe, zum Beispiel bei Polyethylen hoher Dichte. Diese Eigenschaft des Methanols birgt das Risiko einer Erhöhung von Emissionen an flüchtigen organischen Stoffe (VOCs) aus dem Kraftstoff, was zu erhöhtem troposphärischem Ozon beiträgt.
- Methanol besitzt im Gegensatz zu Benzin oder Diesel keine schmierend wirkenden Eigenschaften. Dies verbietet beispielsweise den Einsatz von Methanol in Pumpen, die auf die Schmierwirkung des Fördermittels angewiesen sind. Methanol wirkt sehr stark entfettend und korrosiv.
- Die Flamme von Methanol ist unsichtbar.
- Methanol ist eine Flüssigkeit, was eine größere Brandgefahr verursacht; anders als Wasserstoff und andere Gase diffundiert Methanol nicht von Leckstellen weg.
- Methanol besitzt eine niedrige Flüchtigkeit bei kaltem Wetter. Methanol-betriebene Motoren könnten daher Startschwierigkeiten haben und laufen unwirtschaftlich bis zur Erreichung der Betriebstemperatur.
- Methanol ist giftig und weist sogar eine geringere letale Dosis bei der oralen Aufnahme auf als Benzin. Auf der anderen Seite enthält es – anders als Benzin – keine karzinogenen Stoffe; eine schädliche Wirkung des von der WHO 2004 als „krebserregend für den Menschen“ (CMR-Gefahrstoff) eingestuften Abbauprodukts Formaldehyd ist umstritten, da dieses schnell weiter zu Ameisensäure metabolisiert wird, deren Anreicherung dann jedoch zur Metabolischen Azidose und schlimmstenfalls zum Tod führen kann. In vielen Ländern ist Methanol freiverkäuflich für Privatpersonen und beispielsweise als Windschutzscheibenreiniger oder Grillanzünder-Flüssigkeit in Supermärkten zu finden, wobei das Methanol oftmals eingefärbt ist. Um die orale Aufnahme von Methanol zu vermeiden, wird in manchen Methanol-Kraftstoffen ein Bitterstoff als Vergällungsmittel (z. B. Denatoniumbenzoat) zugegeben.[36]
- Methanol, das versehentlich beim Auslaufen unterirdischer Kraftstofftanks freigesetzt wird, kann verhältnismäßig schnell in das Grundwasser gelangen und Quellwasser verschmutzen, obgleich diese Gefahr nicht gänzlich untersucht worden ist. Die Geschichte des kraftstoffadditiven Methyl-tert-butylethers (MTBE) als Grundwasserverunreiniger hat die Wichtigkeit des Feststellens möglicher Auswirkungen des Kraftstoffs und von Kraftstoffzusätzen hervorgehoben.

## Produktion

### Europa
- In Island betreibt das Unternehmen Carbon Recycling International eine Anlage zur Gewinnung von e-Methanol aus CO2 aus einer Geothermieanlage mit einer Methanol-Produktionskapazität von über 4000 t/a. Die Anlage wurde nach Olah benannt.[8]
- OCI/BioMCN aus den Niederlanden hat eine Produktionskapazität von über 60.000 t/a zur Produktion von regenerativem Methanol (Biomethanol und e-Methanol).[8][47]
- Die BASF produziert Methanol aus nachwachsenden Rohstoffen unter dem Namen EU-REDcert Methanol. Dabei werden unter anderem Abfälle und Reststoffe eingesetzt.[8][48]
- Im Mai 2019 wurde im Rahmen des EU-Forschungsprojekts MefCO2 (Methanol-Treibstoff aus CO2, englisch Methanol fuel from CO2) eine Demonstrationsanlage am Kraftwerk Niederaußem in Deutschland mit einer täglichen Produktionskapazität von einer Tonne Methanol in Betrieb genommen.[49] Das produzierte Methanol wurde zur Denitrifikation in einer Kläranlage eingesetzt.[50]
- In Deutschland gibt es ein Projekt der Carbon2Chem-Initiative von Thyssenkrupp und des Bundesministeriums für Bildung und Forschung zur Methanolproduktion aus Hüttenabgasen.[51]
- Im Rahmen des Konsortiums Power to Methanol Antwerp BV aus ENGIE, Fluxys, Indaver, INOVYN, Oiltanking, PMV und dem Hafen von Antwerpen soll eine Anlage zur Produktion von 8000 t/a an erneuerbarem Methanol entstehen (Stand Mai 2020).[52] Das für die Produktion des e-Methanols nötige Kohlenstoffdioxid soll dabei mittels Carbon Capture and Utilisation (CCU) aus Emissionen abgetrennt werden.
- Die Wacker Chemie AG plant im Rahmen eines beantragten Förderprojektes (RHYME) den Bau eines Anlagenkomplexes, um grünen Wasserstoff und erneuerbares Methanol zu produzieren (Stand April 2021). Für die Synthese des Methanols aus grünem Wasserstoff soll dabei das Kohlenstoffdioxid aus bestehenden Produktionsprozessen des Chemiestandorts sowie ggf. aus weiteren Industrieprozessen (z. B. CO2 aus Zementwerken) verwendet werden. Pro Jahr sollen in dem Anlagenkomplex 15.000 t erneuerbares Methanol produziert werden, welches sowohl für weitere unternehmensinterne Produktionsprozesse (z. B. Silikonherstellung) eingesetzt als auch als erneuerbarer Treibstoff vermarktet werden soll.[53]
- Am Standort Örnsköldsvik in Schweden plant das Konsortium Liquid Wind gemeinsam mit Worley eine Anlage mit einer Produktionskapazität von 50.000 t/a an regenerativem e-Methanol (Stand Mai 2021). Das Kohlenstoffdioxid soll aus einem Biomasse-Kraftwerk stammen. Bis 2050 will Liquid Wind 500 ähnliche Anlagen errichten. Zu den Mitgliedern des Konsortiums gehören Alfa Laval, Haldor Topsoe, Carbon Clean und Siemens Energy.[54][55]
- Total Energies, der mit einer Produktionsmenge von 700.000 t/a laut eigenen Angaben größte Methanolproduzent Europas, startet das Projekt e-CO2Met zur Produktion von klimaneutralem Methanol in Leuna (Stand Juni 2021).[56] Dabei soll ein 1-MW-Hochtemperatur-Elektrolyseur eingesetzt werden. Das Kohlenstoffdioxid soll aus Produktionsprozessen der Raffinerie stammen.
- Maersk kündigte im August 2021 den Kauf von acht Containerschiffen mit Methanol-Verbrennungsmotor mit einer Kapazität von ca. 16.000 Containern an.[57] Maersk will die Schiffe so bald wie möglich mit nachhaltigem Biomethanol oder mit klimaneutralem e-Methanol betreiben.[58] Das e-Methanol soll unter anderem von dem dänischen Unternehmen REintegrate stammen. An der Entwicklung des Antriebs sind unter anderem MAN Energy Solutions, Alfa Laval und Hyundai Heavy Industries beteiligt. Voraussichtlich betragen die Kosten pro Containerschiff etwa 175 Mio. USD und sind damit ca. 10–15 % höher als für ein normales Containerschiff.[59] Die Fertigstellung ist für das Jahr 2024 geplant.
- Siemens Energy plante den Bau einer 50 MW-starken Elektrolyse-Anlage in Kassø bei Apenrade, die ursprünglich Mitte 2023 die kommerzielle Produktion von e-Methanol aufnehmen sollte.[60] Tatsächlich nahm die Anlage den Betrieb im Mai 2025 auf.[61][62]

### Nordamerika
Enerkem aus Kanada produziert regeneratives Methanol mit einer Kapazität von etwa 100.000 t/a. Insbesondere wird das Methanol aus Hausmüll produziert.
Celanese kündigte im Mai 2021 an, am Standort Clear Lake in Texas Methanol aus CO2 produzieren zu wollen, wofür 180.000 Tonnen CO2 pro Jahr eingesetzt werden sollen.

### Südamerika
Ein Konsortium aus Porsche, Siemens Energy, Enel, AME und ENAP plant in Chile den Bau von Produktionsanlagen zur Herstellung von erneuerbarem Methanol aus Windstrom und Kohlenstoffdioxid aus der Luft (Stand Juli 2021). Mit Unterstützung von ExxonMobil soll das Methanol zu weiteren synthetischen Kraftstoffen umgewandelt werden.

### China
Laut einer Studie der Unternehmensberatung Methanol Market Services Asia (MMSA) wird geschätzt, dass die weltweite Kapazität in den Jahren bis 2027 um 55,8 Millionen Tonnen zunehmen wird, von denen 38 Millionen Tonnen als Kraftstoff verwendet werden.
Die Produktion von Methanol in China basiert überwiegend auf Kohle und soll sowohl als hoch Methanol-haltiger Kraftstoff wie M85 und M100  als auch als Derivat wie Dimethylether verwendet werden. Im Jahr 2007 lag der Preis für Spot-Methanol in China bei circa 40 % des Preises für Benzin. Staatliche Kommissionen in China arbeiten an nationalen Methanol-Kraftstoff-Standards, chinesische Automobilhersteller arbeiten an verbesserten Methanolmotoren.
Im „Liquid Solar Fuel Production demonstration Project“ konnte im Jahr 2020 die großtechnische Produktion von regenerativem Methanol durch Sonnenenergie mit einem 10 MW Elektrolyseur dargestellt werden.
Ende 2021 soll in der Provinz Henan in der „Shunli CO2-To-Methanol Plant“ mit Unterstützung durch Carbon Recycling International die mit einer Kapazität von 110.000 t/a weltgrößte Anlage zur Produktion von Methanol aus CO2 entstehen.
Mehrere Kraftfahrzeughersteller, wie die FAW Group, Shanghai Huapu, Geely Group, Chang’an, Shanghai Maple und SAIC bereiten sich für die Massenproduktion von mit Methanol betriebenen Fahrzeugen vor. Unter anderem sollen Flotten aus Bussen und Taxis mit Methanol angetrieben werden.
Über 20.000 Taxis werden in China mit Methanol angetrieben (Stand 2020).
In der Provinz Shanxi existieren 1000 Tankstellen, die M15 abgeben, und 40 weitere, die M85-M100 abgeben. Bis 2025 will die Regierung von Shanxi an 2000 weiteren Tankstellen Zapfsäulen auf Methanol-Kraftstoff umrüsten sowie 200.000 Fahrzeuge auf den Betrieb mit Methanol umrüsten.